# Krośniewice
Krośniewice – miasto w Polsce położone w województwie łódzkim, w powiecie kutnowskim, siedziba gminy miejsko-wiejskiej Krośniewice. W latach 1975–1998 miasto administracyjnie należało do województwa płockiego.
Miasto Krośniewice leży w północno-zachodniej części województwa łódzkiego, 15 km na zachód od stolicy powiatu – Kutna. Stanowi punkt końcowy drogi wojewódzkiej nr 581 z Gostynina.
Krośniewice leżą w historycznej ziemi łęczyckiej. Prywatne miasto szlacheckie lokowane w 1452 roku położone było w XVI wieku w województwie łęczyckim.
Dawniej Krośniewice były znane z długich zatorów spowodowanych skrzyżowaniem ówczesnych dwóch głównych dróg krajowych – nr 1 (część trasy E75) i nr 2 (część trasy E30). Sytuacja uległa częściowej zmianie po oddaniu do użytku autostrady A2 z Konina do Strykowa pod Łodzią. Ostatecznie problem rozwiązano 16 grudnia 2009 roku, oddając do użytku obwodnicę miasta i wyprowadzając drogi nr 91 oraz nr 92 poza Krośniewice. Przebieg nowej trasy spotkał się z krytyką mieszkańców oraz władz miejskich.

## Historia

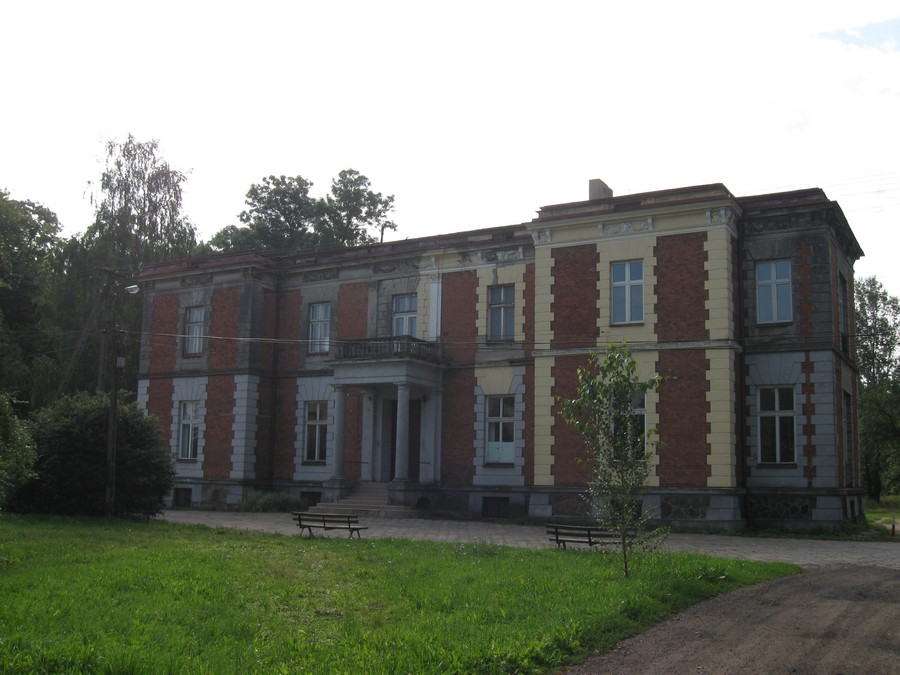
Pałac w Krośniewicach

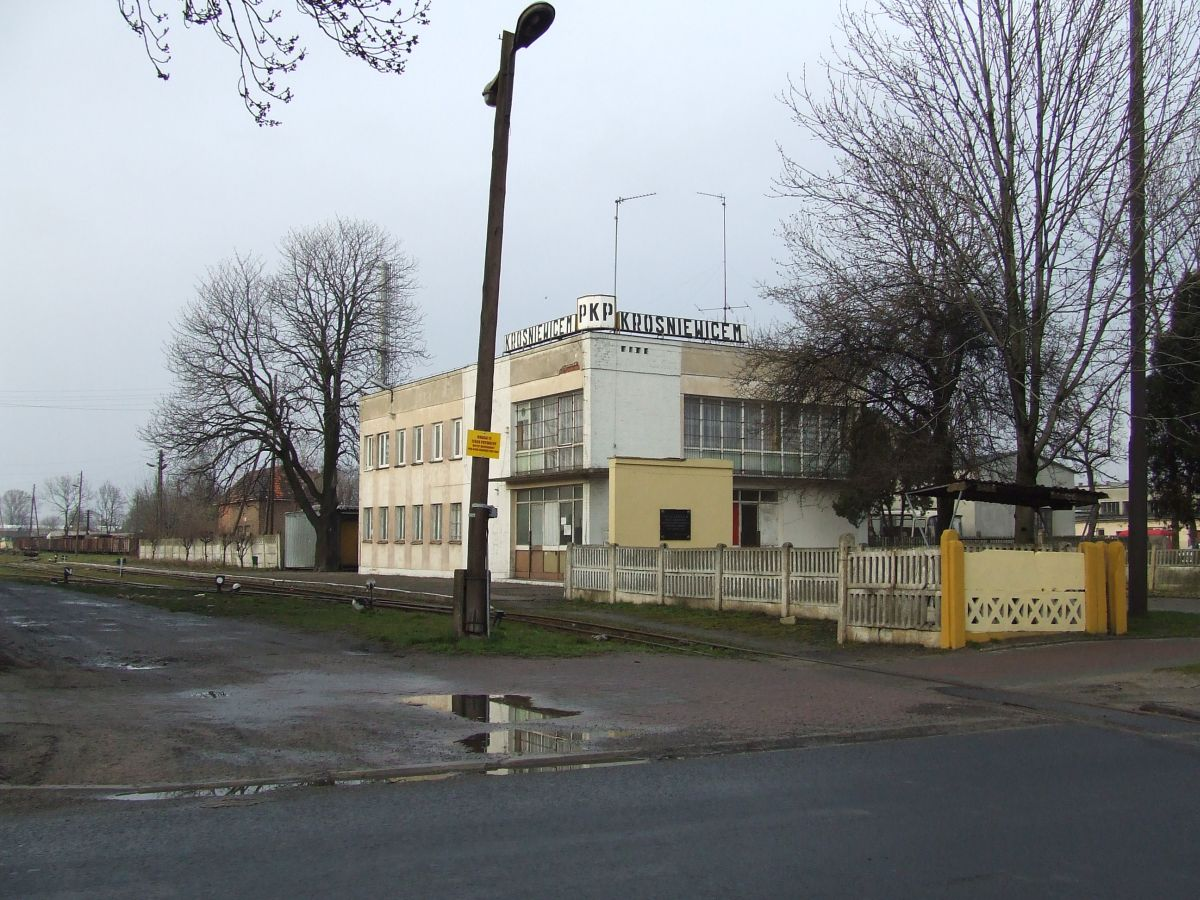
Nieczynna stacja kolei wąskotorowej

Pierwsza wzmiankach o Krośniewicach jako wsi pochodzi z 1355 roku, o miejscowej parafii zaś z 1388. Dokładna data nadania praw miejskich nie jest znana, nastąpiło to przed 1420. Od momentu powstania do 1945 miejscowość w rękach prywatnych – należała do rodów: Awdańców, Szczawińskich, Włostowskich, Gomolińskich, Opackich i Rembielińskich. Miasto znajdowało się w kluczu dóbr ziemskich z siedzibą w sąsiednim Błoniu, obecnie częściowo dzielnicy miasta, znane głównie jako ośrodek lokalnego rzemiosła.
W 1564 po raz pierwszy wymieniani są tu Żydzi, a przed 1576 znaczną część miejskiej zabudowy strawił pożar. 27 marca 1775 kolejny właściciel Karol Saryusz Gomoliński otrzymuje od króla Stanisława Augusta Poniatowskiego przywilej dla Krośniewic zezwalający na targi tygodniowe w poniedziałek. W 1793 miasto zajęte przez Prusy, później w Królestwie Kongresowym.
W 1870 roku Krośniewice straciły prawa miejskie i zostały siedzibą gminy, które odzyskały w 1926 r.
W 1906 roku na terenie Krośniewic i okolic zawiązała się parafia mariawicka, ściśle związana z duszpasterską działalnością o. Jana Marii Michała Kowalskiego (w latach 1905–1906 proboszcza w Starej Sobótce) i o. Czesława Marii Polikarpa Kahla, który był wikariuszem w Krośniewicach. Mariawici związani byli z prężnym ośrodkiem w Nowej Sobótce, w późniejszych latach w nieodległym Kajewie wybudowali własny kościół i ochronkę dla dzieci.
W 1915 wybudowano w Krośniewicach kolejkę wąskotorową rozbudowaną w okresie późniejszym – do dziś istnieje tu stacja i siedziba Krośniewickich Kolei Dojazdowych. Obecnie w mieście działa także przedszkole, szkoła podstawowa, gimnazjum i liceum.
W czasie kampanii wrześniowej stacjonował tu III/3 dywizjon myśliwski
16 września 1939 Krośniewice zajęły wojska niemieckie. W tym samym roku miasto włączono do Rzeszy Niemieckiej. 10 maja 1940 administracja niemiecka utworzyła w Krośniewicach getto o powierzchni zaledwie 1 ha, na terenie którego stłoczono ponad 1100 Żydów z miasta i okolic. 15 października 1942 getto zostało zlikwidowane, a wszystkich jego mieszkańców wywieziono do obozu zagłady w Chełmnie nad Nerem i wymordowano. W 1943 administracja niemiecka zgermanizowała nazwę miasta do formy Kroßwitz.
W czasach Polski Ludowej, od początku lat 60. do połowy lat 80. w mieście krzyżowały się dwie główne drogi międzynarodowe: E8 relacji Świecko – Poznań – Warszawa – Terespol i E16 relacji Trójmiasto – Toruń – Łódź – Cieszyn.

## Zabytki
- muzeum im. Jerzego Dunina-Borkowskiego w dawnym klasycystycznym zajeździe, pierwszym murowanym budynku miasta, państwowe muzeum od 1978;
- zespół pałacowo-parkowy Rembielińskich, 2 poł. XIX wieku;
- pomnik Księcia Józefa Poniatowskiego z 1814 roku;
- kościół parafialny w stylu neogotyckim, pw. Wniebowzięcia Najświętszej Maryi Panny (1866–1872)[10];
- synagoga w Krośniewicach, 1 poł. XIX wieku;
- budynek rządcówki (2 poł. XIX w.) – miejsce urodzin gen. broni Władysława Andersa[11]

## Demografia

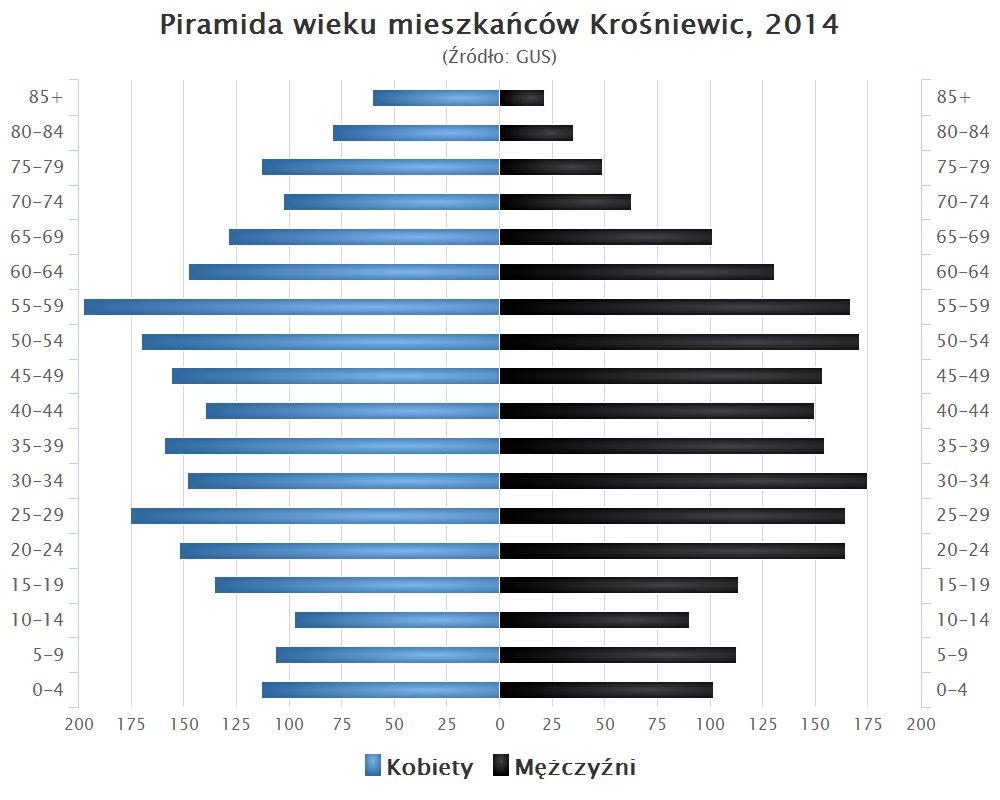
Piramida wieku mieszkańców Krośniewic w 2014 roku

Dane z 31.12.2019 roku
| Opis                              | Ogółem | Ogółem | Kobiety | Kobiety | Mężczyźni | Mężczyźni |
| --------------------------------- | ------ | ------ | ------- | ------- | --------- | --------- |
| jednostka                         | osób   | %      | osób    | %       | osób      | %         |
| populacja                         | 4322   | 100    | 2285    | 52,9    | 2037      | 47,1      |
| gęstość zaludnienia (mieszk./km²) | 1046,7 | 1046,7 |         |         |           |           |

## Wspólnoty wyznaniowe
- Kościół Chrześcijański „Jezus Żyje”:
  - zbór w Krośniewicach[14]
- Kościół rzymskokatolicki:
  - Parafia Wniebowzięcia Najświętszej Maryi Panny w Krośniewicach[15]